# 国鉄トラ5000形貨車
国鉄トラ5000形貨車（こくてつトラ5000がたかしゃ）は、かつて日本国有鉄道（国鉄）および前身である鉄道省等に在籍した無蓋貨車である。

## 概要
1941年（昭和16年）に製造された17 t積み二軸無蓋車で、150両（トラ5000 - トラ5149）が日本車輌製造東京支店で新製された。
系譜的には、戦時下の輸送力増強のため、車体を限界まで伸ばし2間物の積荷を2個直列に積めるようにした、「長トラ」と呼ばれるグループの嚆矢であり、前級トラ4000形をストレッチしたスタイルの鋼製無蓋車である。あおり戸と妻板は鋼板製で、あおり戸上縁の補強は、魚腹形に強化されている。床板は木製である。製造はこの一度のみで、次の増備は鋼材の節約のため各部を木製化したトラ6000形に移った。
車体長は、トラ4000形に比べて520 mm延長されたが、それだけでは荷重17 tをオーバーするため、車体幅を30 mm縮めて2,450 mm、あおり戸の高さを50 mm低くして800 mmとした。妻板の高さも50 mm低めて1,100 mmである。その他の主要諸元は、全長9,456 mm、車体長8,656 mm、全幅2,688 mm、床面積21.2 m2、容積44.5 m3、自重9.0 tである。車体の延長にともなって軸距も400 mm延長され、建設規程に定められた固定軸距の限界である4,600 mmとされた。
走り装置は一段リンク式で、最高運転速度は65 km/hであった。戦後は、147両が残存していたが、1951年（昭和26年）から実施された更新修繕によりあおり戸と妻板が木製化され、全車がトラ6000形（トラ15000 - トラ15149。欠番あり）に編入された。これにより、本形式は、1953年（昭和28年）度に形式消滅となった。